# James Horan
James Horan (né le 14 décembre 1954 à Louisville) est un acteur américain.
Il a joué dans plusieurs soap operas fameux, notamment Haine et Passion, Another World, Hôpital central ou La Force du destin. Il a tenu des petits rôles dans des séries plus récentes, comme Highlander, Charmed, Lost : Les Disparus ou 24 heures chrono, et est apparu dans les quatre séries dérivées de la franchise Star Trek : La Nouvelle Génération (The Next Generation), Deep Space Nine, Voyager et Enterprise.
Horan a également prêté à sa voix à plusieurs personnages de jeux vidéo, parmi lesquels Harvey Volodarski (No More Heroes), Jack Ryder (Batman: Arkham Asylum et ses suites), Smaug (Bilbo le Hobbit), Skull Face (Metal Gear Solid V: Ground Zeroes et Metal Gear Solid V: The Phantom Pain) ou Boromir (La Communauté de l'anneau).

## Filmographie
- 1983 : Shérif, fais-moi peur (The Dukes of Hazzard) (série TV) (saison 5, épisode 21 "La fin de Hazzard") : Garrett